# Accidentul de la Three Mile Island

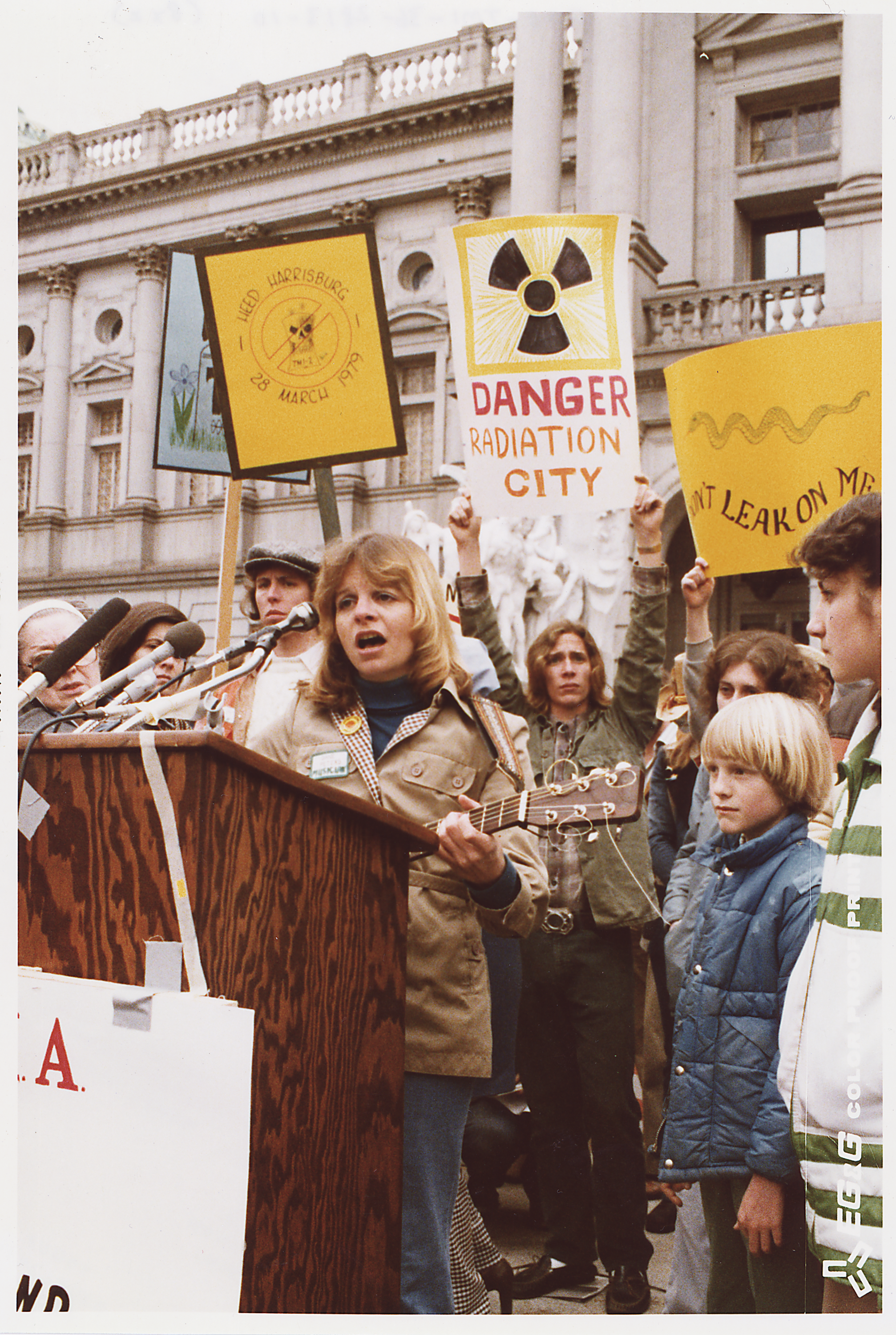
Protest împotriva utilizării energiei nucleare la Harrisburg în 1979 la câteva zile după accident

Accidentul de la Three Mile Island a survenit pe 28 martie 1979 la centrala nucleară Three Mile Island din apropiere de Harrisburg, Pennsylvania.
A avut loc topirea parțială a reactorului nuclear și, chiar dacă nu s-a soldat cu urmări grave, a fost cel mai mare accident nuclear din istoria SUA.
Ca urmare a acestui incident, de atunci nu s-a mai construit nicio centrală nucleară pe teritoriul SUA. Centrala nucleară TMI a fost inaugurată pe 2 septembrie 1974, iar reactorul 2 a intrat în funcțiune pe 30 decembrie 1978, la doar câteva luni înainte de accident. Cu doar câteva zile înaintea accidentului, a avut loc lansarea filmului ”Sindromul chinezesc” (The China Syndrome), care inițial a fost criticat deoarece aducea ”o asasinare a industriei nucleare” și că ar fi fost nerealist. Însă odată cu accidentul nuclear de la Three Mile Island, filmul a devenit celebru pentru expunerea pericolelor industriei nucleare.

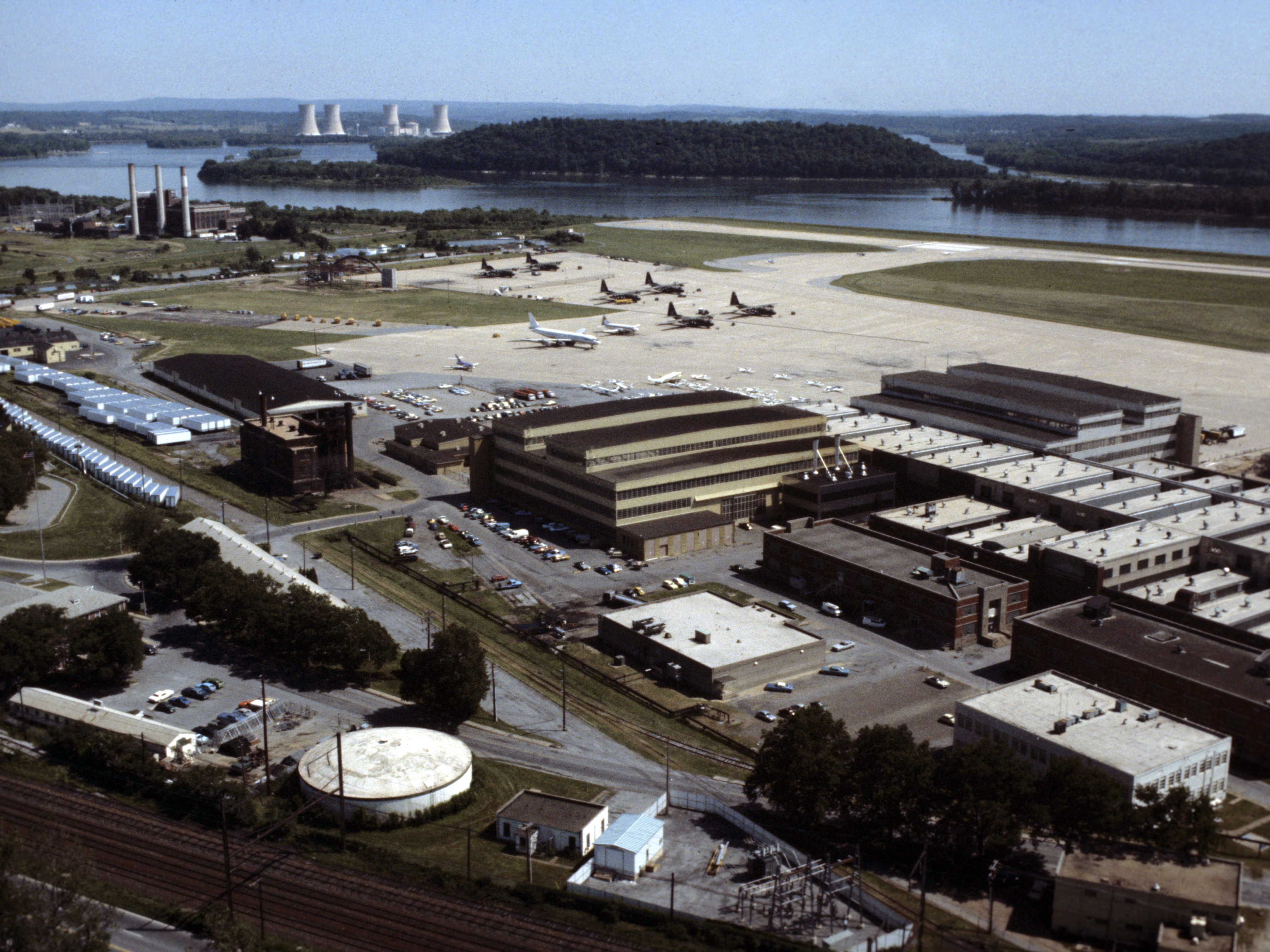
Centrala nucleară TMI (la distanță) alături de aeroportul Harrisburg și coridorul Keystone al PRR, la câteva luni după accident